# Alfredo Teotônio da Costa
Alfredo Teotônio da Costa (Desterro, 5 de dezembro de 1849 — Florianópolis, 24 de novembro de 1909) foi um jornalista e político brasileiro.
Filho de João Antônio da Costa e de Matilde Euflábia de Sousa da Costa.
Foi deputado à Assembléia Legislativa Provincial de Santa Catarina na 22ª legislatura (1878 — 1879).